# Salvatore Ferragamo (компания)
Salvatore Ferragamo (МФА salvaˈtoːre ferraˈɡaːmo) — итальянский производитель обуви и других изделий из кожи, а также одежды. Штаб-квартира компании располагается во Флоренции. Контрольный пакет акций компании принадлежит семье Феррагамо.

## История
Будущий основатель компании Сальваторе Феррагамо в 1912 году иммигрировал из южной Италии в США. Сначала он поселился в Бостоне, а в 1920 году переехал в Санта-Барбару (Калифорния), где открыл мастерскую по изготовлению обуви. Ручная работа и высокое качество обуви привлекли внимание кинозвёзд, и в 1923 году Феррагамо открыл обувный магазин в Голливуде. Феррагамо изготавливал обувь для таких знаменитостей, как Рудольф Валентино, Дуглас Фэрбенкс, Мэри Пикфорд и Глория Свенсон, а также для фильмов — например «Десять заповедей».
В середине 1920-х годов Феррагамо уже не успевал выполнять заказы, но не смог найти в США квалифицированный персонал для расширения производства, поэтому в 1927 году он основал производственную компанию во Флоренции. С началом Великой депрессии поток заказов резко прекратился, и в 1930 году предприятие Феррагамо обанкротилось.

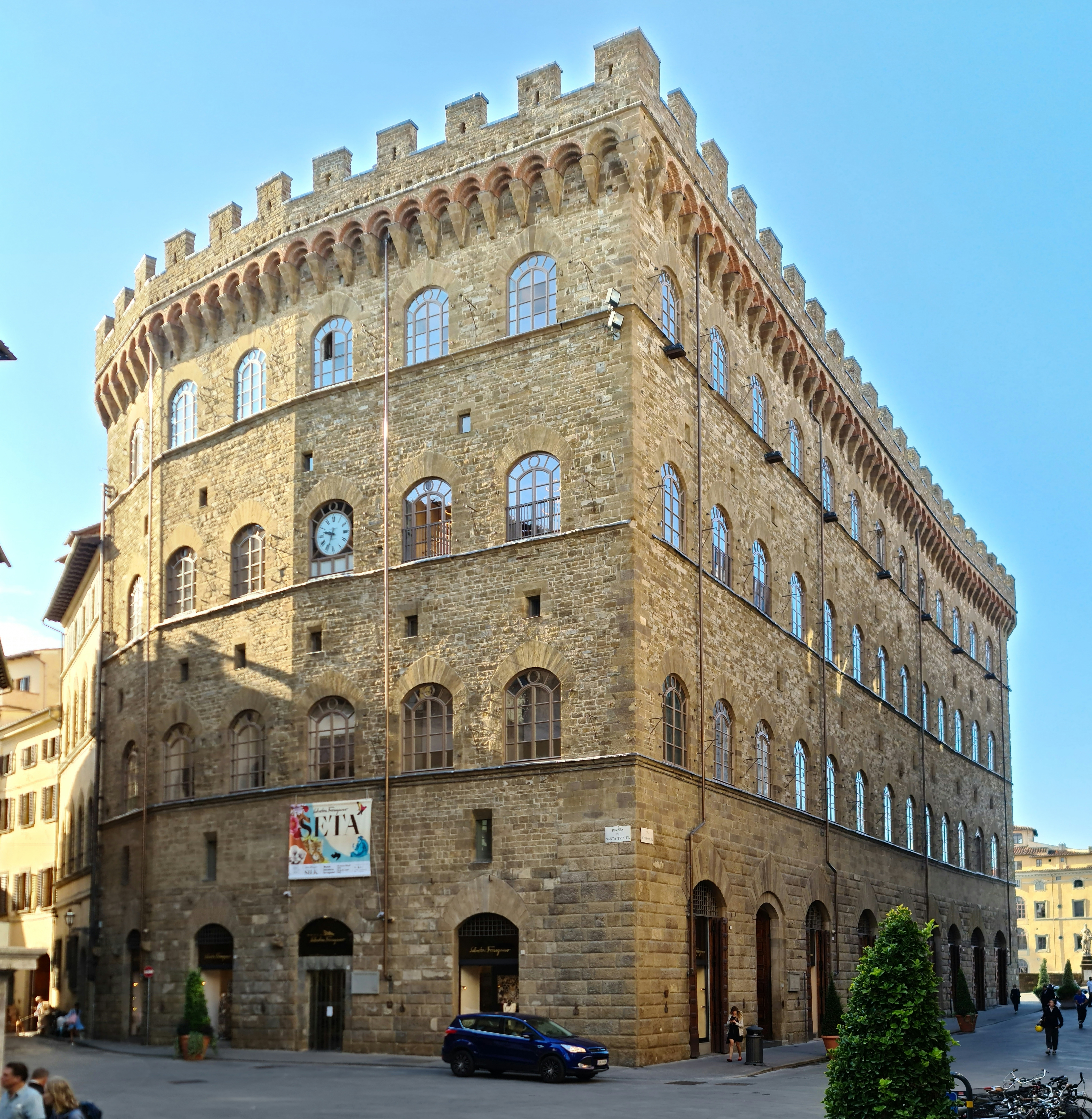
Штаб-квартира компании, Palazzo Spini Feroni

К середине 1930-х годов Феррагамо удалось возродить своё предприятие в Италии; в 1938 году он смог купить Palazzo Spini Feroni — один из лучших дворцов во Флоренции, где позже разместился музей Сальваторе Феррагамо. Нехватка кожи и металлов в конце 1930-х годов привели Феррагамо к экспериментам с другими материалами: фетром, пробкой, металлическими нитями и рафией.
После Второй мировой войны компания вступила в годы своего расцвета; в 1947 году Феррагамо получил Премию Неймана Маркуса за «невидимые» сандалии. Следующей разработкой компании стала шпилька-стилет, популяризированная Мерилин Монро. К 1950 году число рабочих выросло до 700, вручную производилось 350 пар обуви в день. В 1950-х годах началась механизация производства. После смерти Сальваторе Феррагамо в 1960 году его вдова Ванда Феррагамо приняла управление компанией. В 1960-х годах шестеро детей основателя вошли в семейный бизнес; старший сын Ферруччо стал генеральным директором, а дочь Фиамма — креативным директором.
В 1980 году компания представила свою первую линию одежды. Основным каналом сбыта на то время были бутики в крупных универмагах по всему миру, но в 1980-х годах компания начала открывать собственные магазины. К 1990 году у неё было 18 магазинов в Италии, а также в Цюрихе, Лондоне, Нью-Йорке и Палм-Бич. На экспорт приходилось 75 % выручки, при этом 48 % приносили продажи в США. В течение 1990-х годов начала расти доля азиатского рынка, в первую очередь Японии. В 1996 году был куплен дом моды Эмануэля Унгаро, но в 2005 году он был продан. В конце 1990-х годов компания начала лицензировать бренд Salvatore Ferragamo для производства очков и парфюмерии, а в 2003 году создала свою дочернюю компанию Ferragamo Parfums, производившую косметику и парфюмерию под брендом Incanto.
В сентябре 2006 года семья Феррагамо объявила о продаже 48 % акций компании, в октябре 2006 года Мишель Норса был избран новым генеральным директором. В 2000-х годах приоритетным регионом развития стала Азия, в частности — Китай; в подтверждение этой стратегии компания отметила свой восьмидесятый юбилей в Шанхае.

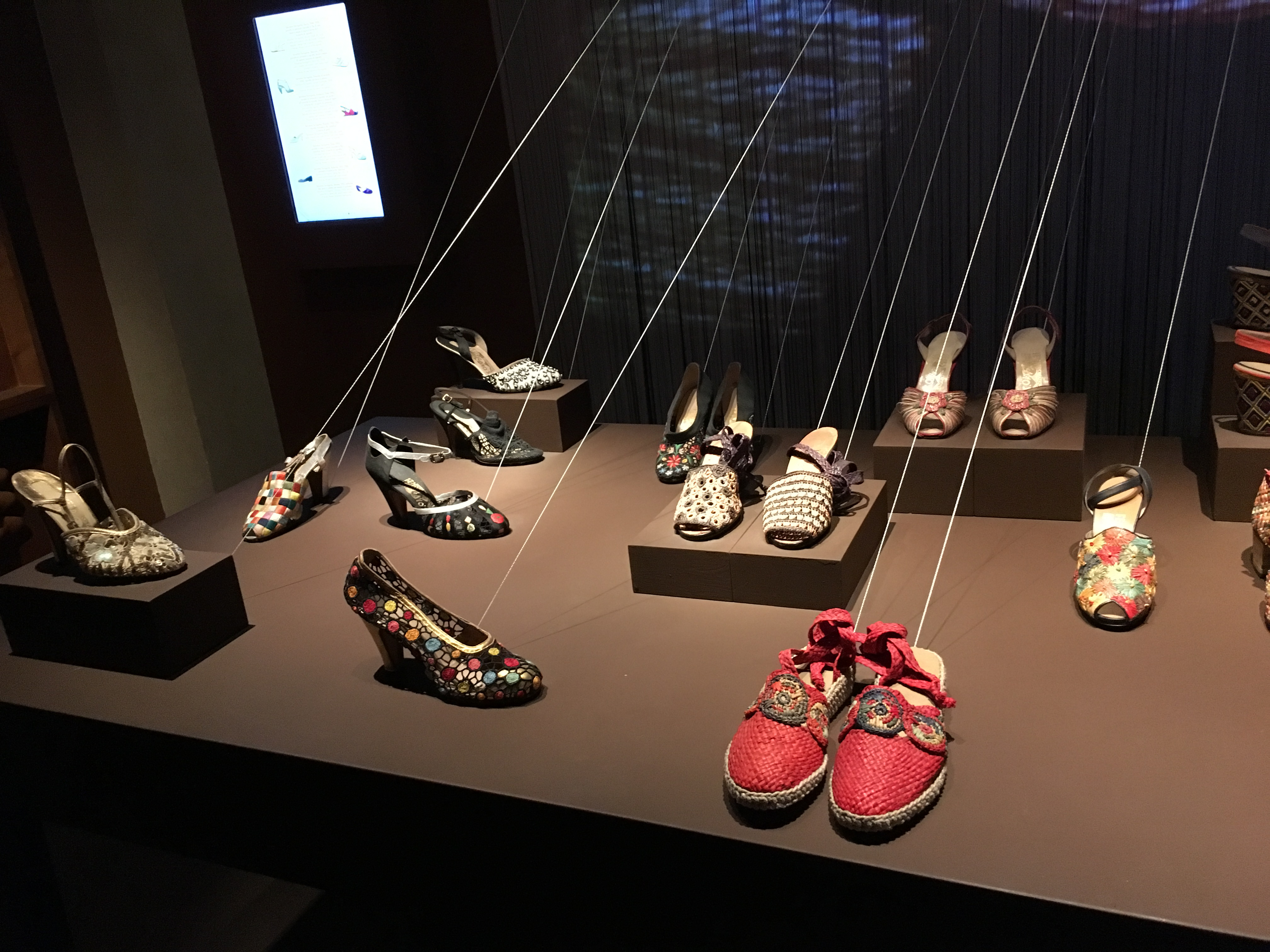
Обувь Salvatore Ferragamo в музее компании

В 2011 году компания разместила свои акции на Итальянской фондовой бирже
В 2016 году выручка Salvatore Ferragamo составила 1,438 млрд евро, розничная сеть бренда насчитывала 402 собственных магазина и 281 магазин, управляющийся через посредников.

## Собственники и руководство
Контрольный пакет акций (54,28 %) принадлежит холдингу семьи Феррагамо Ferragamo Finanziaria, кроме этого, члены семьи имеют отдельные пакеты акций: Джованна Феррагамо — 2,37 %, Ферруччо Феррагамо — 2,37 %, Леонардо Феррагамо — 2,01 %. Гонконгскому миллиардеру Питеру Ву (Peter Woo Kwong-ching) принадлежит 5,99 % акций. Существует негласное правило, по которому только трое членов семьи могут работать в компании.
- Леонардо Феррагамо (Leonardo Ferragamo, род. 23 июля 1953 года) — председатель совета директоров с 2021 года, в компании с 1973 года, сын основателя[11].
- Марко Гоббетти (Marco Gobbetti, род. 7 октября 1958 года) — управляющий директор с 2022 года, до этого возглавлял Burberry.

## Деятельность
Выручка компании за 2023 год составила 1,16 млрд евро, из них 44 % пришлось на обувь, 39 % — на другие изделия из кожи, 7 % — на изделия из шёлка, 6 % — на одежду, 2 % — на лицензирование бренда. Распределение выручки по регионам: Азиатско-Тихоокеанский регион — 32 %, Северная Америка — 28 %, Европа — 24 %, Япония — 8 %, Латинская Америка — 7 %.
Компания разрабатывает дизайн продукции, но изготовляют её независимые контрактные итальянские производители. Бренд по лицензии используют компании Marchon Eyewear для производства очков, Timex Group — для часов и Inter Parfums — для парфюмерии.
По состоянию на 2023 год розничная сеть компании насчитывала 374 собственных магазина, из них 164 были в Азиатско-Тихоокеанском регионе, 60 — в Японии, 62 — в Европе, 54 — в Северной Америке, 34 — в Латинской Америке. Около четверти выручки приносят оптовые продажи универмагам и франчайзинговым магазинам.

## Клиенты
Феррагамо начал работать с кинозвёздами и другими знаменитостями вскоре после переезда в Голливуд. Среди его заказчиков были Одри Хепбёрн, Софи Лорен и Грета Гарбо, а также Энди Уорхол, Грейс Мугабе и принцесса Диана. Компания изготовила знаменитые сумки Маргарет Тэтчер, а также коронационную одежду для пятого короля Бутана Джигме Кхесар Намгьял Вангчука (коронация состоялась 6 ноября 2008 года в Тхимпху).